# Park im. Henryka Sienkiewicza we Włocławku
Park im. Henryka Sienkiewicza we Włocławku – jeden z najstarszych parków miejskich w Polsce.

## Historia

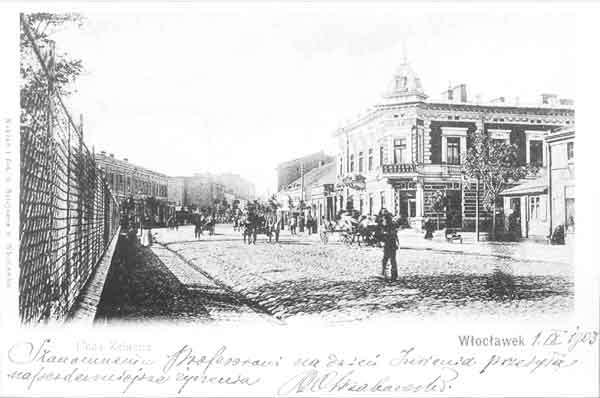
Dzisiejszy Plac Wolności na fotografii Bolesława Sztejnera sprzed 1902 roku. Z lewej strony jest widoczne ogrodzenie ogrodu saskiego

Jest to trzeci park miejski, jaki założono we Włocławku. Wcześniej próbowano założyć we Włocławku parki miejskie: pierwszy w 1824 roku na terenach przyległych do klasztoru Franciszkanów i kościoła św. Wojciecha (okolice dzisiejszej ul. Słowackiego). Ze względu na zbyt piaszczysty grunt na którym powstał park, zlikwidowano go w 1830 roku. Drugi park powstał na terenie dzisiejszego Placu Wolności. W latach 1841–1845 zasadzono tutaj ogród, nazwany później „ogrodem saskim”. Miał on powierzchnię 8044 m². Część ogrodu zlikwidowano w 1905 roku ze względu na budowę Cerkwi św. Mikołaja. Ostatecznie został zlikwidowany wraz ze zburzeniem owej cerkwi.
Park został założony w 1870 roku. Pierwotnie zajmował tylko nieduży obszar na prawobrzeżnej strony rzeki Zgłowiączki. Powstał na zupełnie niezadrzewionym zboczu rzeki. Projekt rozszerzenia po 1916 r. wykonał – w stylu angielskim – słynny ogrodnik Franciszek Szanior. W okresie II Rzeczypospolitej został rozbudowany i liczył już sobie 23 446 m² powierzchni. W latach 1926–1939 został rozszerzony aż do mostu kolejowego.
W 1923 roku powstał w parku kiosk, gdzie można było nabyć owoce. W 1925 roku założono tu muszlę koncertową, która była zaczątkiem powstałego później amfiteatru. Amfiteatr działał do końca XX wieku. Odbywały się w nim ważne dla Włocławka imprezy, zarówno kulturalne, jak i np. koncerty i festyny. Na początku XXI wieku amfiteatr został opuszczony i popadał w ruinę. W roku 2006 został wraz z przyległą kawiarnią „Parkową” rozebrany, a w 2008 roku w jego miejsce postawiono plac zabaw, co spotkało się z negatywnymi opiniami ze strony mieszkańców.
W latach 20. istniała też w parku cieplarnia dla roślin. W 1924 roku odsłonięto też pomnik płk. Bechiego (który ma też własną ulicę we Włocławku), lecz zburzono go w 1939 roku.
W kolejnej dekadzie został wzbogacony m.in. o cukiernię i megafon radiowy.

## Charakterystyka

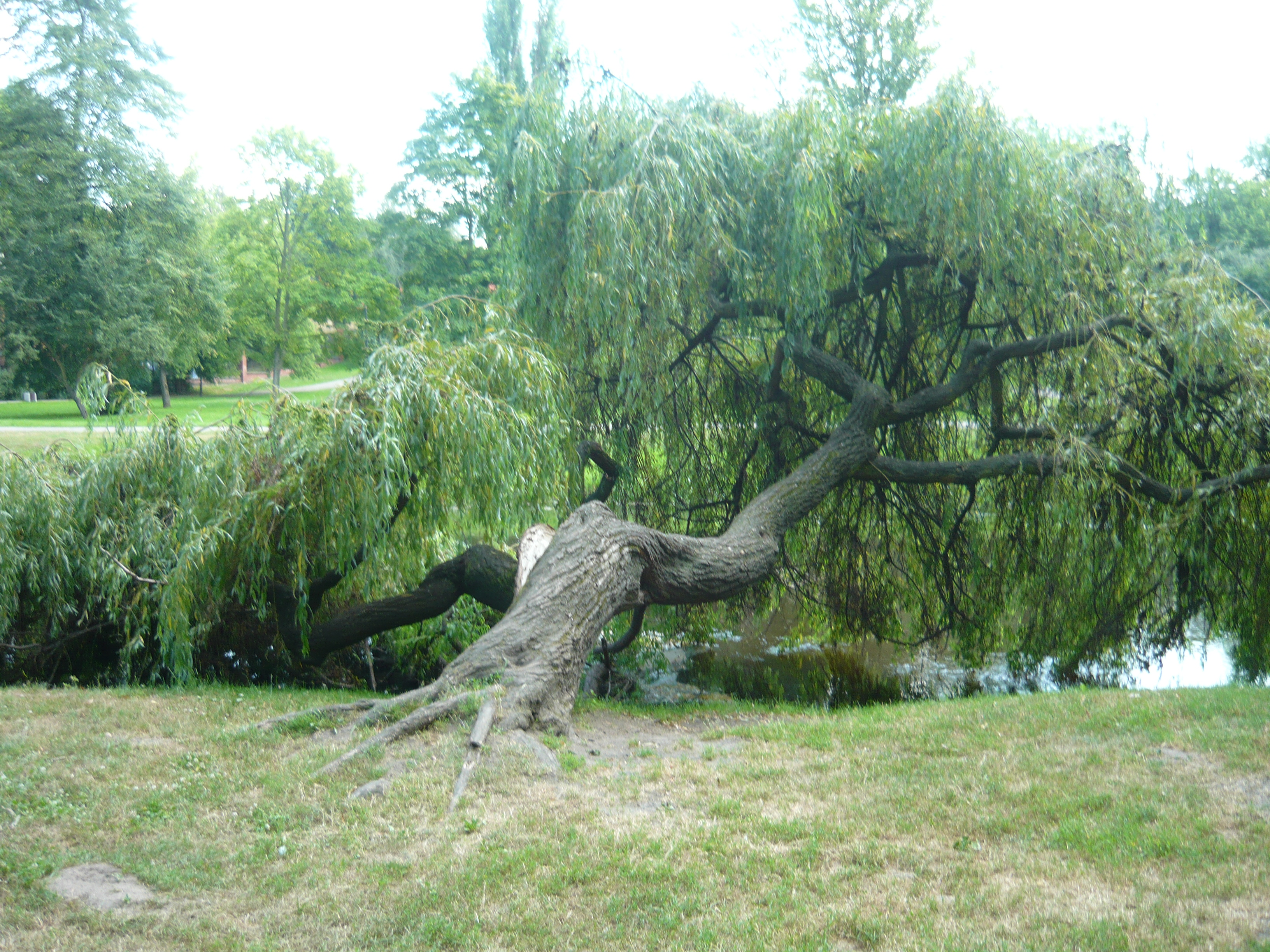
Nietypowa wierzba płacząca, której pień niemal leży na powierzchni rzeki

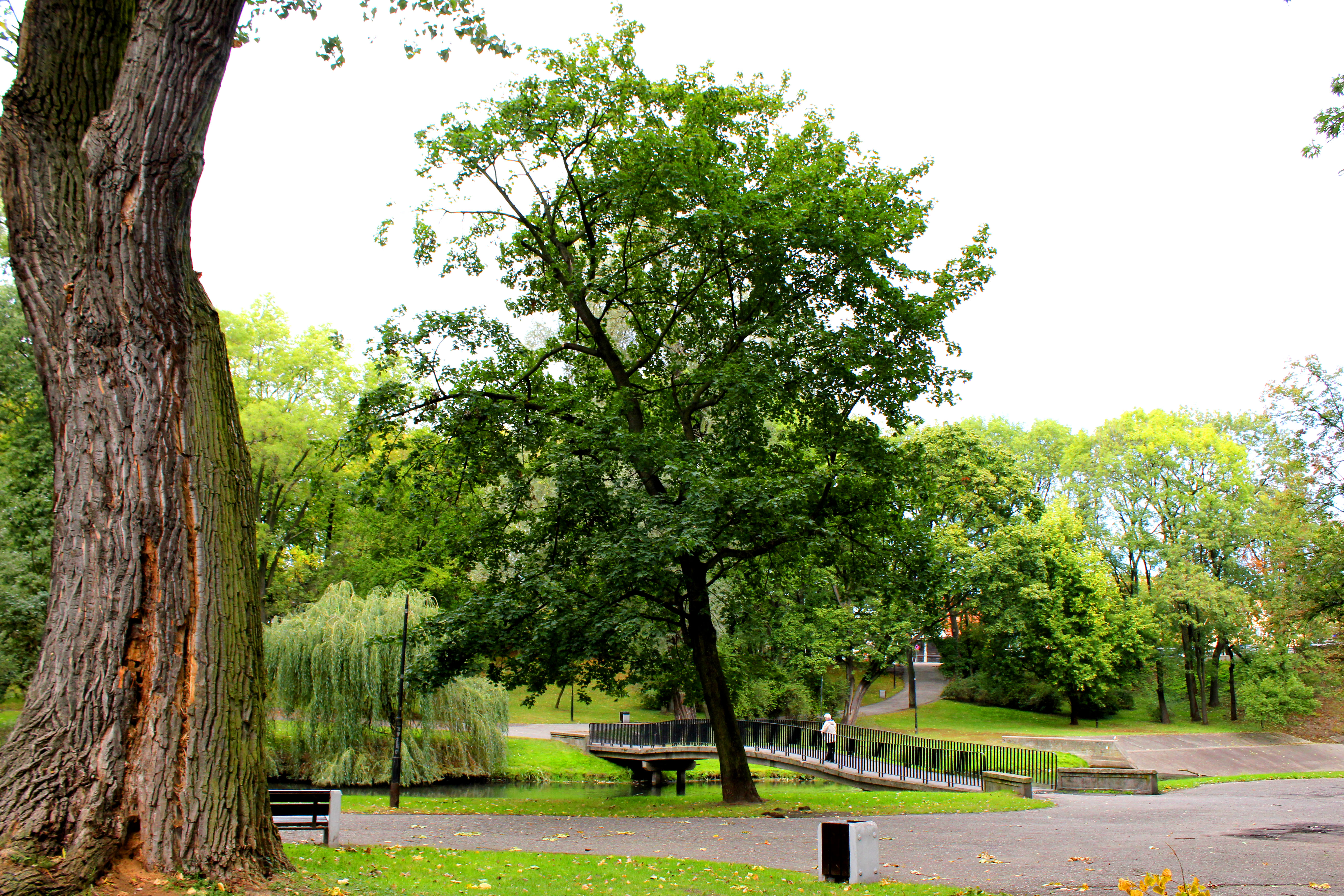
Widok na aleję parku i most na Zgłowiączce, która przepływa przez park

Park im. Henryka Sienkiewicza znajduje się u ujścia rzeki Zgłowiączki do Wisły, w centrum miasta, przy katedrze Wniebowzięcia Najświętszej Maryi Panny.
W centrum parku umiejscowione jest popiersie Henryka Sienkiewicza. Pisarz został patronem parku w 1916 roku. Była to reakcja mieszkańców na wieść o śmierci wybitnego literata, zaangażowanego m.in. w pomoc żołnierzom frontu I wojny światowej. Sienkiewicz zwiedził Włocławek pomiędzy 1903 a 1904 rokiem, w związku z dotknięciem miasta przez powódź. Dokonał wówczas odczytu jednego z rozdziałów swojej noweli. Pobyt pisarza był też związany z przyjęciem przez niego honorowego członkostwa Włocławskiego Towarzystwa Wioślarskiego.
Powierzchnia parku liczy sobie 40,18 hektarów, a zagęszczenie drzew i krzewów wynosi ok. 200 sztuk/hektar. W parku rośnie 65 gatunków drzew, w większości (53) liściaste.
Jedną z atrakcji parku jest zabytkowa wierzba płacząca, której pień niemal leży na powierzchni rzeki Zgłowiączki. W listopadzie 2017 roku władze miasta podjęły decyzję o wycince drzewa. Decyzja spotkała się z dużym oburzeniem ze strony mieszkańców, którzy odczuwają sentyment do starego drzewa, przy którym m.in. fotografują się młodzi małżonkowie. Włocławianie zorganizowali akcję na profilu „Włocławek, jaki pamiętamy” na portalu Facebook, mającą na celu odwieść władze od decyzji o wycince. O sprawie informowały m.in. lokalna stacja CW24, portal „DDWłocławek” czy też TVP3 Bydgoszcz. Ostatecznie zaniechano decyzji o wycince drzewa, a wręcz postanowiono o objęciu wierzby większą opieką niż dotychczas.
Z racji swojego położenia, narażony jest na powodzie, gdy Wisła przybiera wody. Tak się stało m.in. w 1937 i 2010 roku.

## Galeria

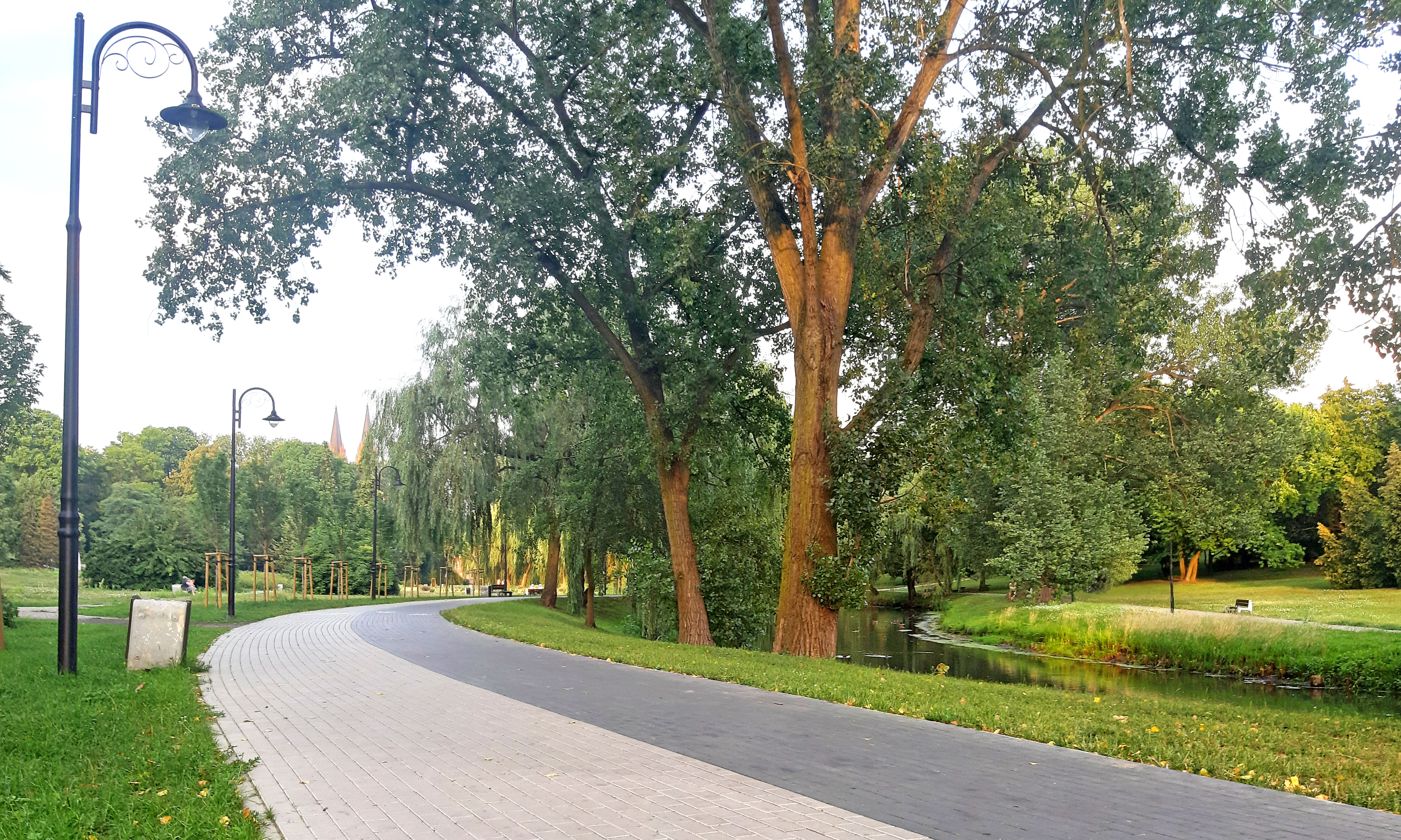
Alejka parku H. Sienkiewicza, w tle katedra włocławska
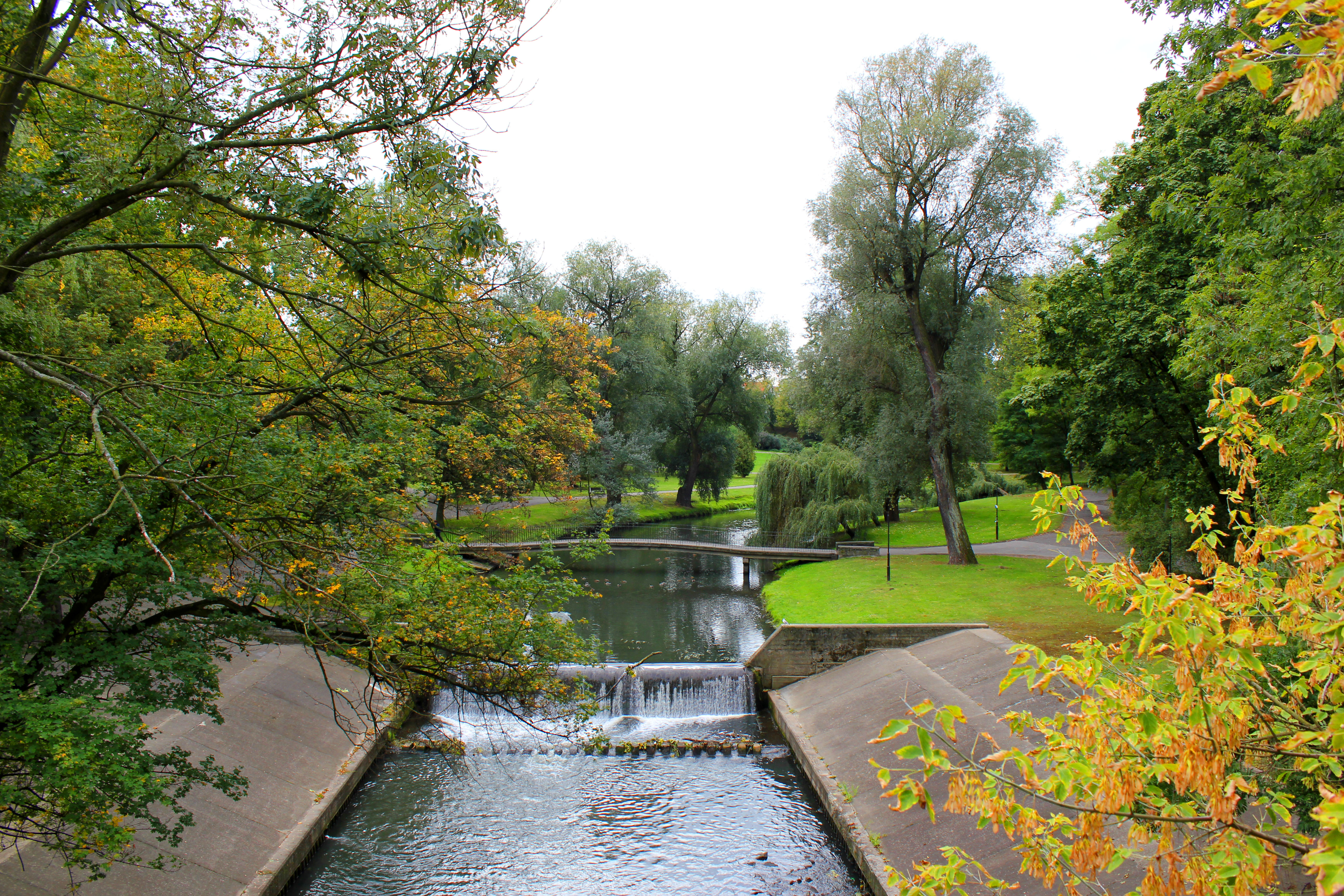
Widok z mostu drogowego na Zgłowiączkę
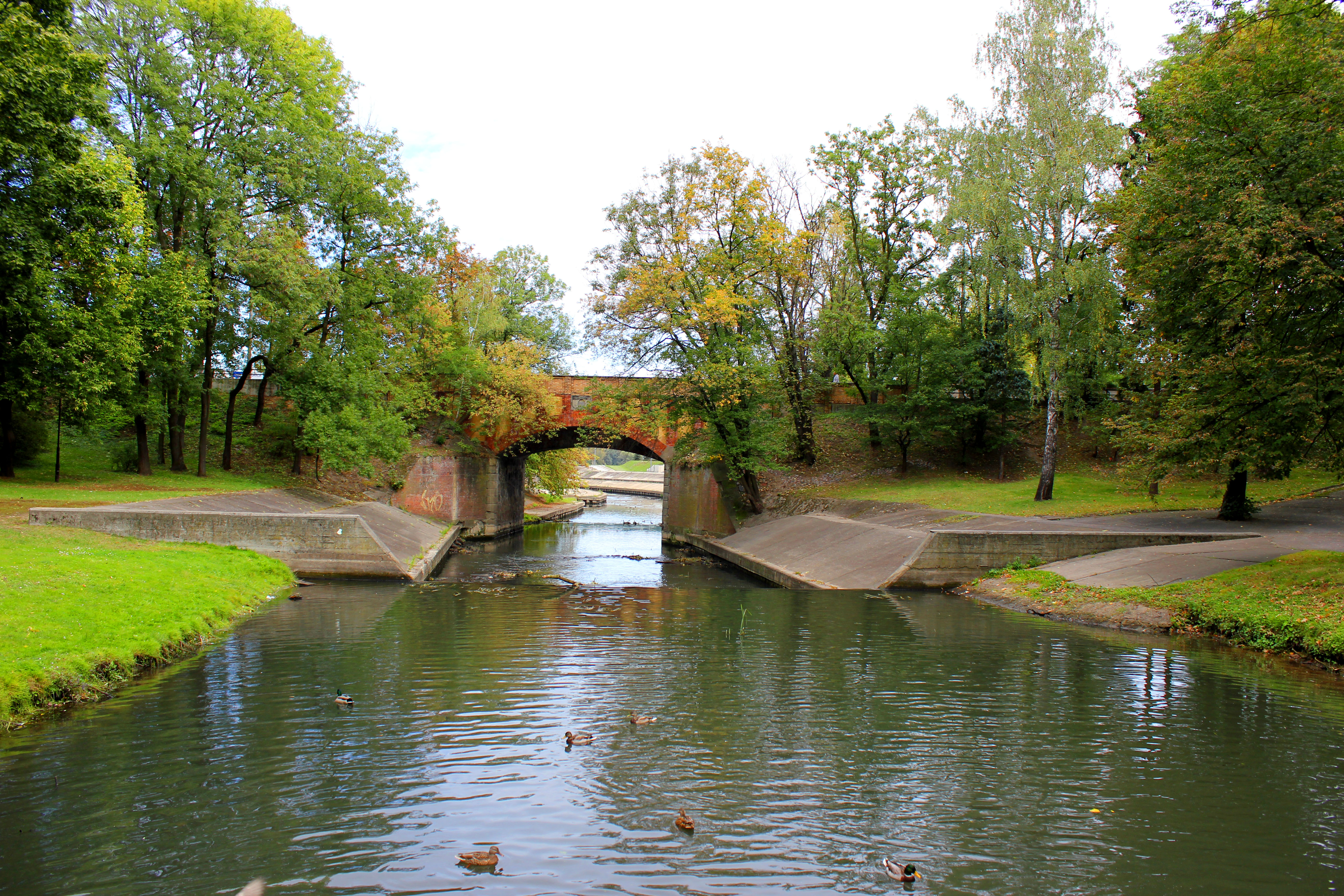
Widok na most drogowy nad Zgłowiączką
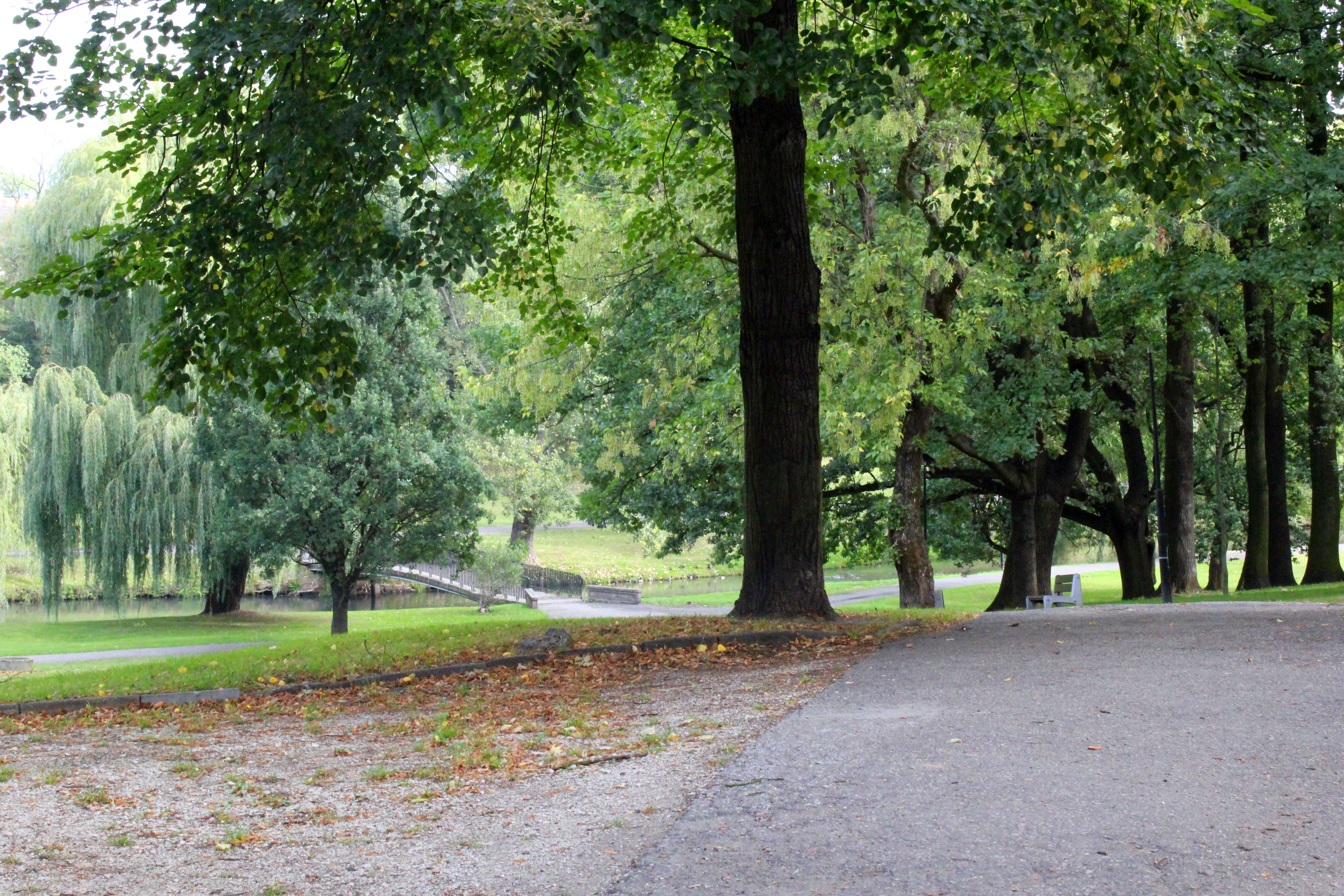
Widok na jedną z alei parku
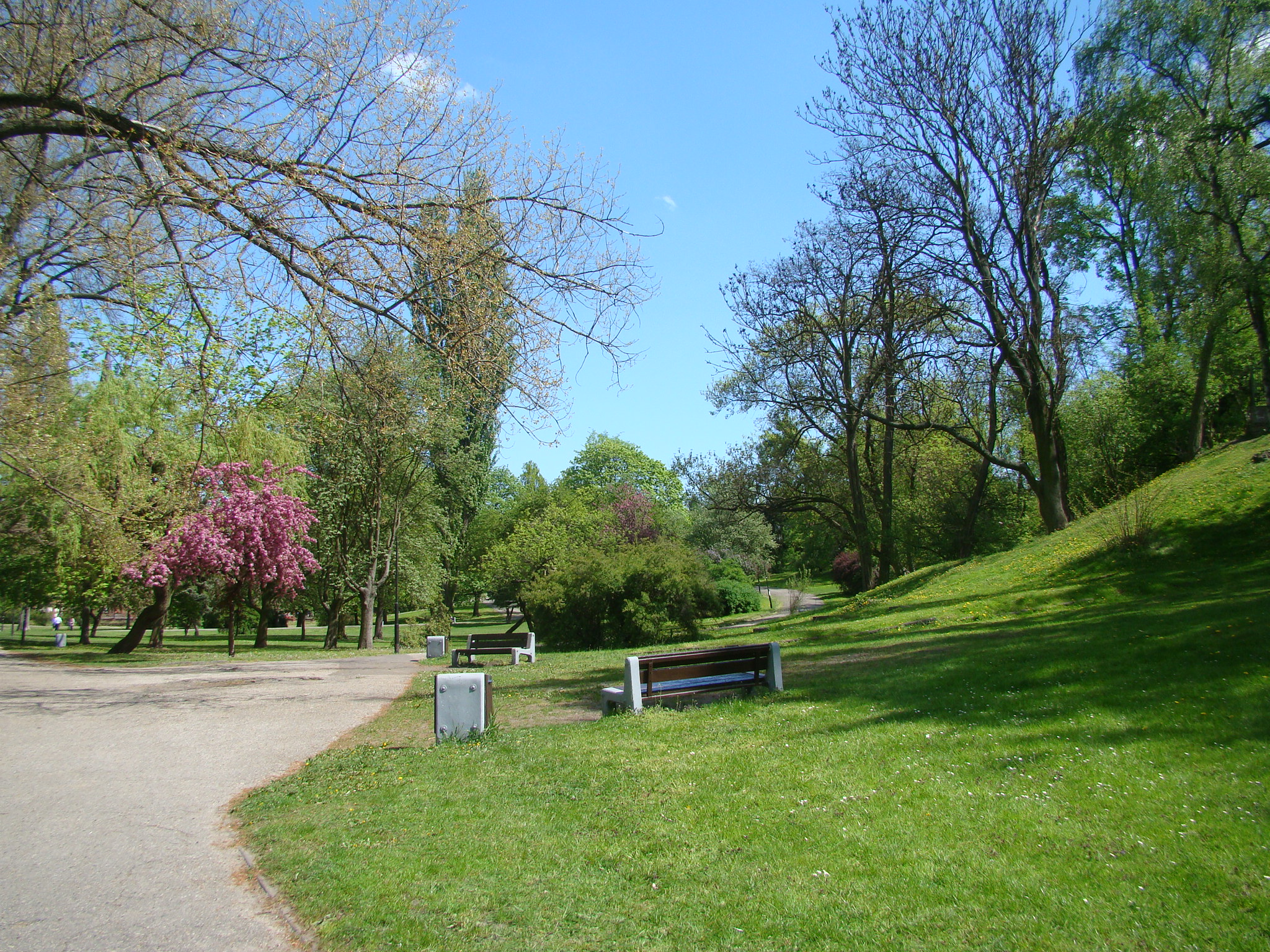
Aleja parku H. Sienkiewicza wiosną
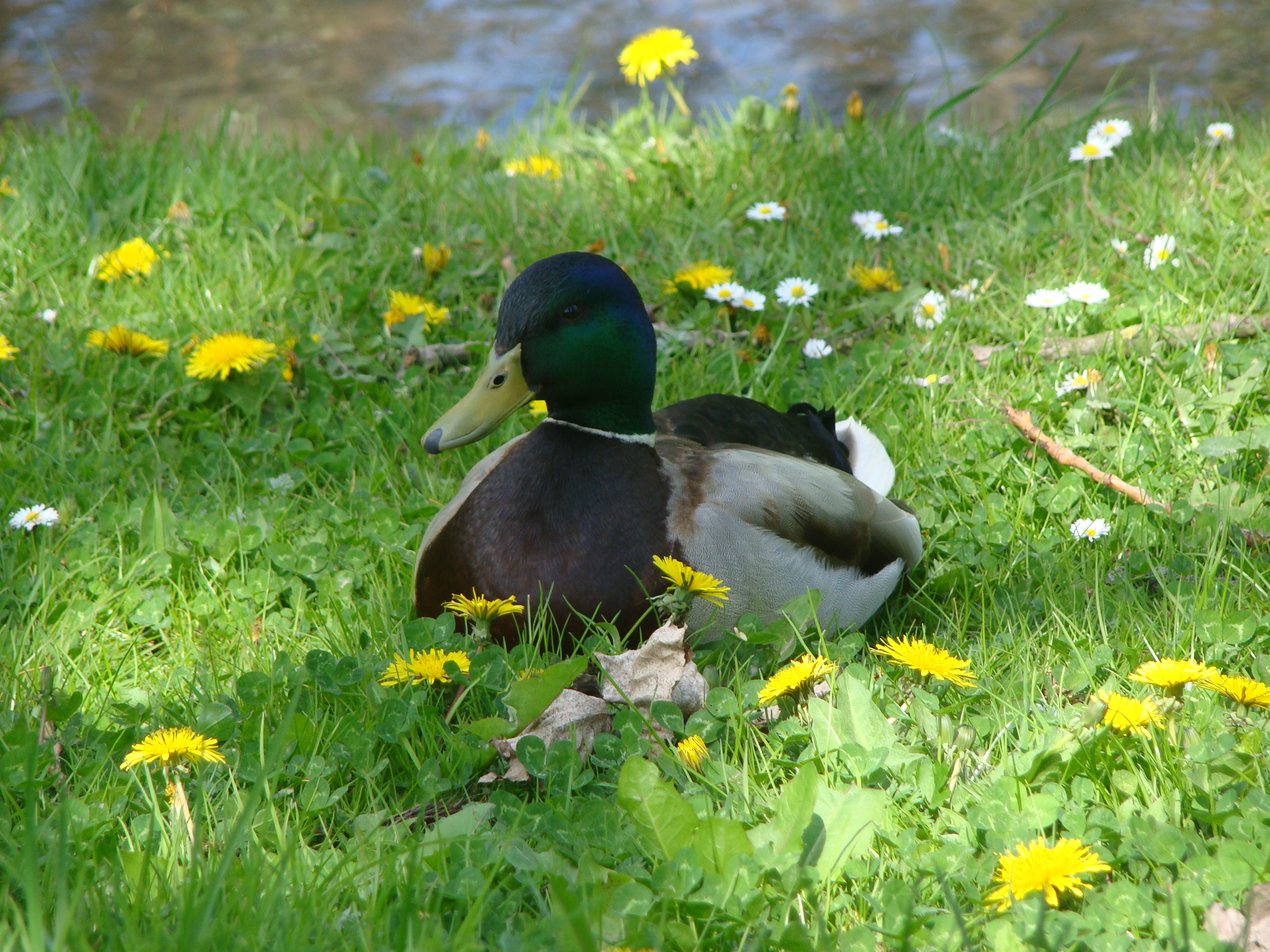
Kaczka w parku H. Sienkiewicza
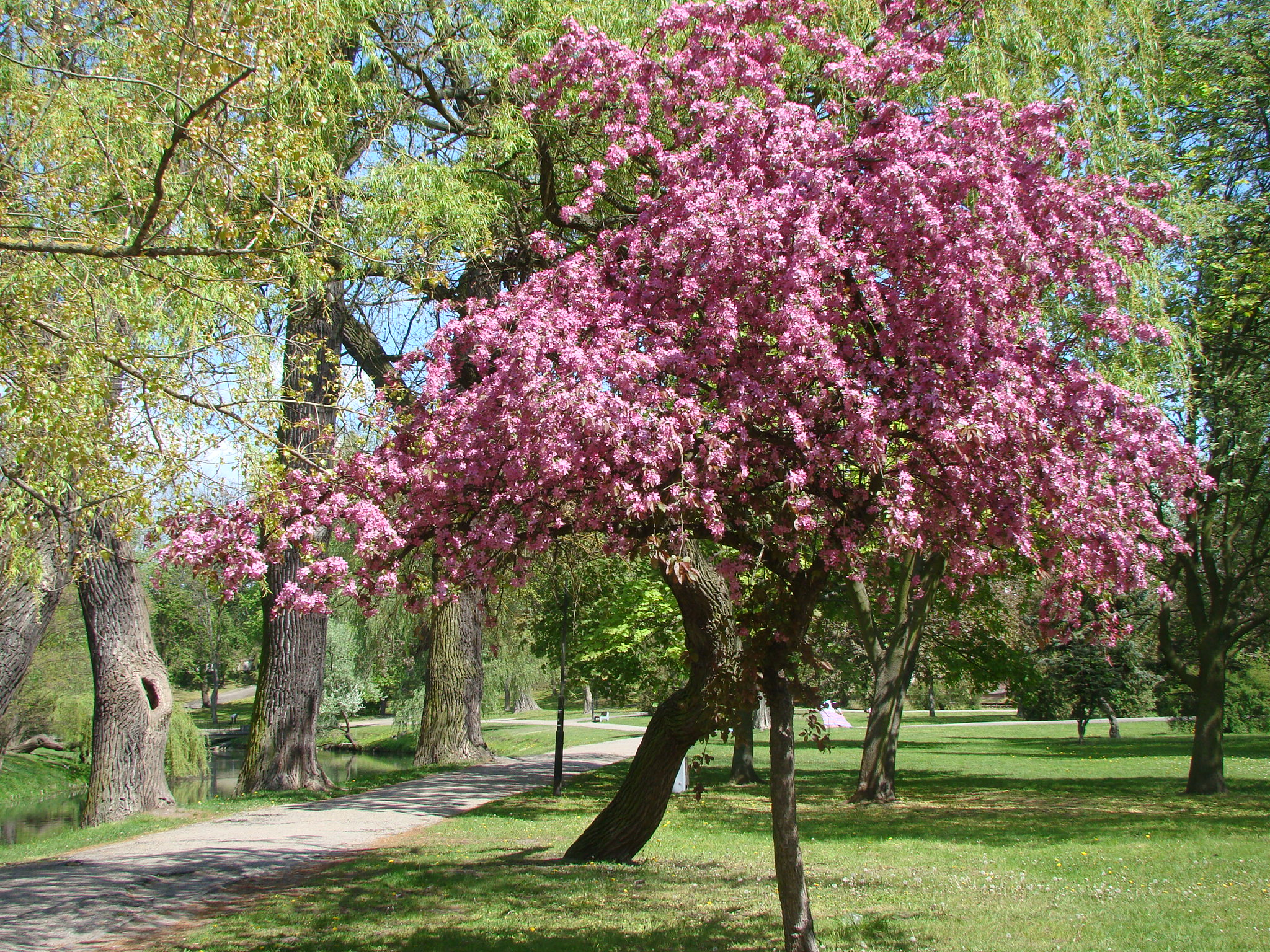
Park im. H. Sienkiewicza wiosną
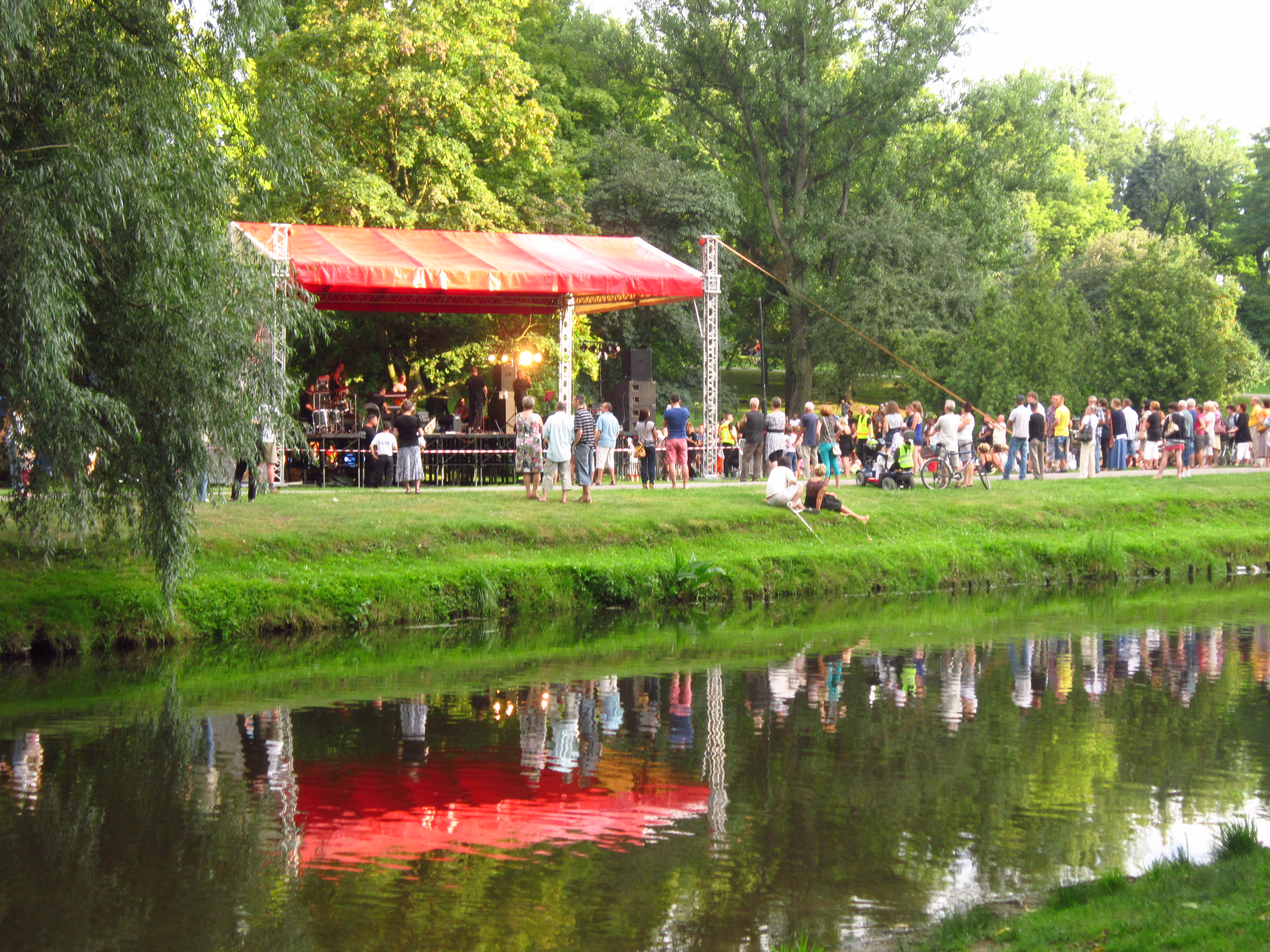
Koncert „Dzień, w którym pękło niebo”
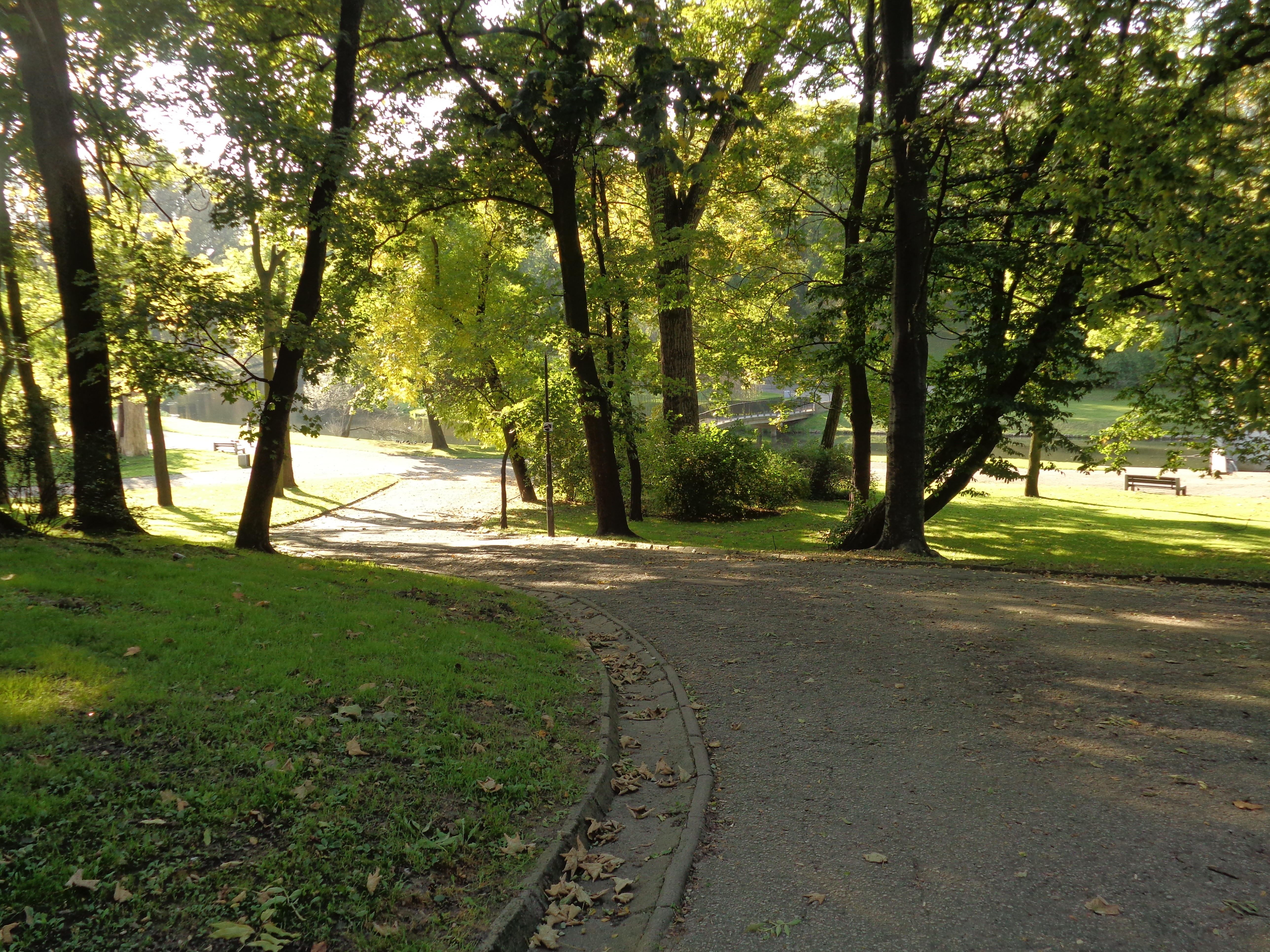
Alejka w Parku H. Sienkiewicza
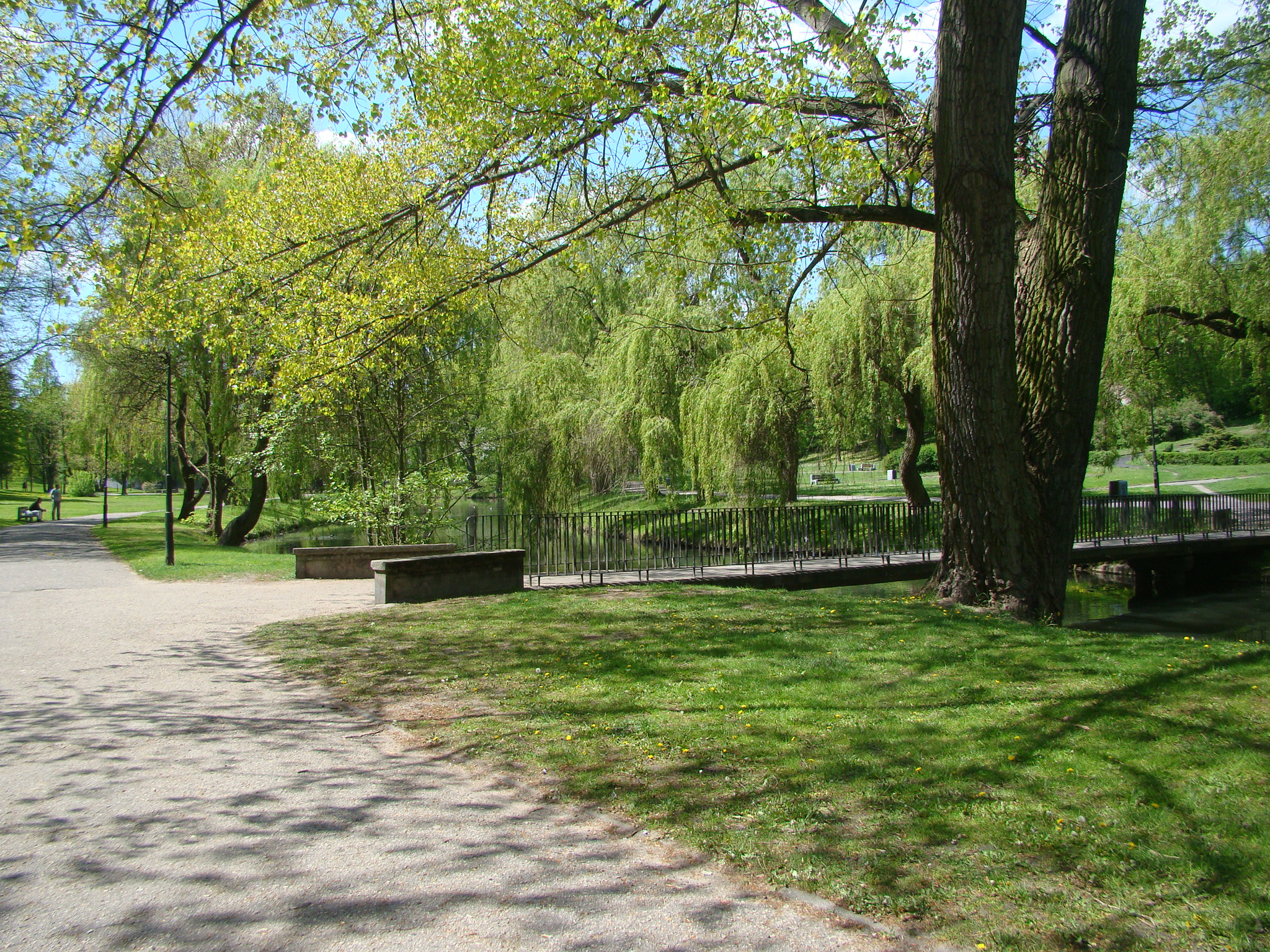
Widok na jedną z alejek parku i most na Zgłowiączce
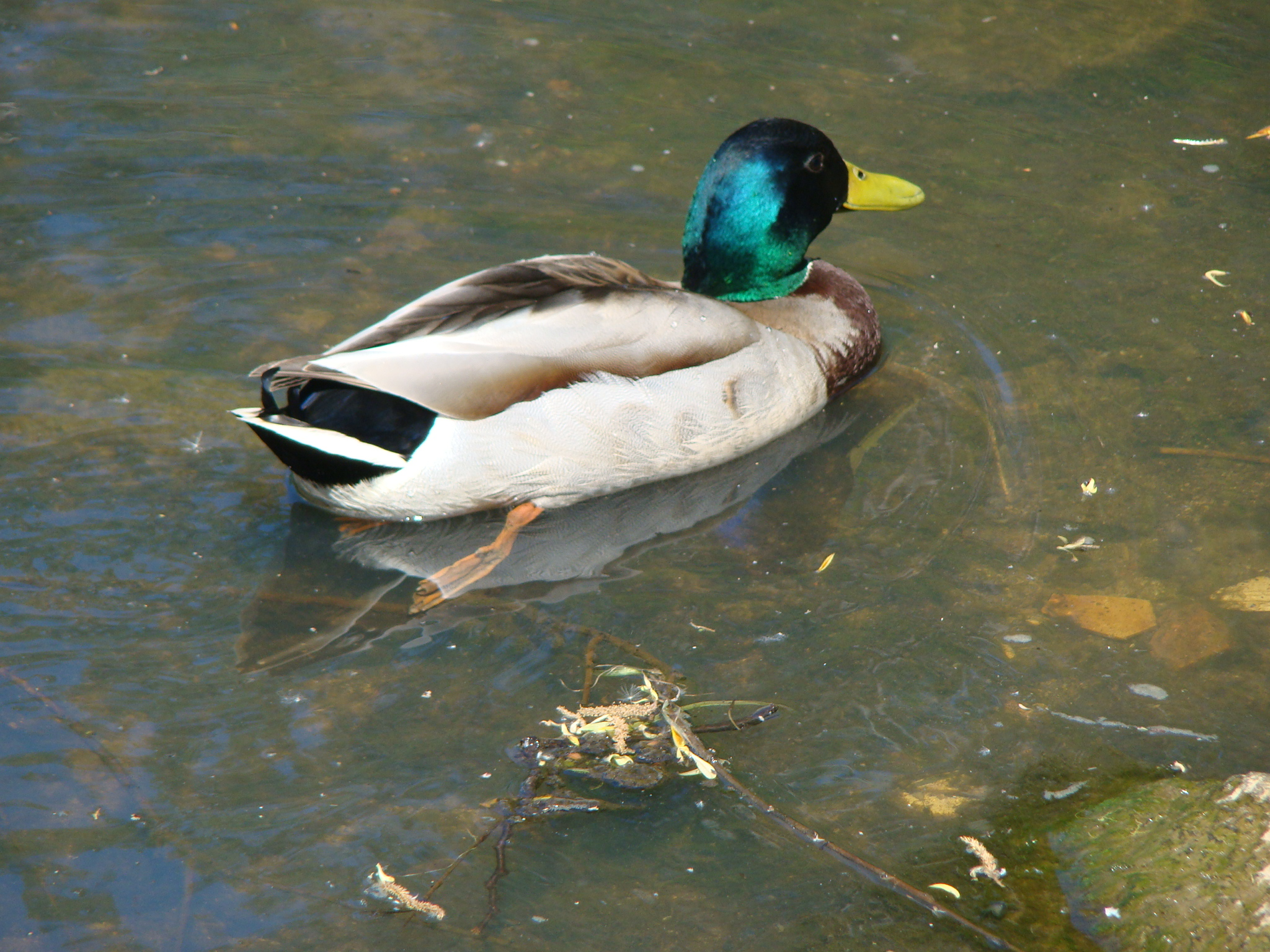
Kaczka pływająca w Zgłowiączce w parku
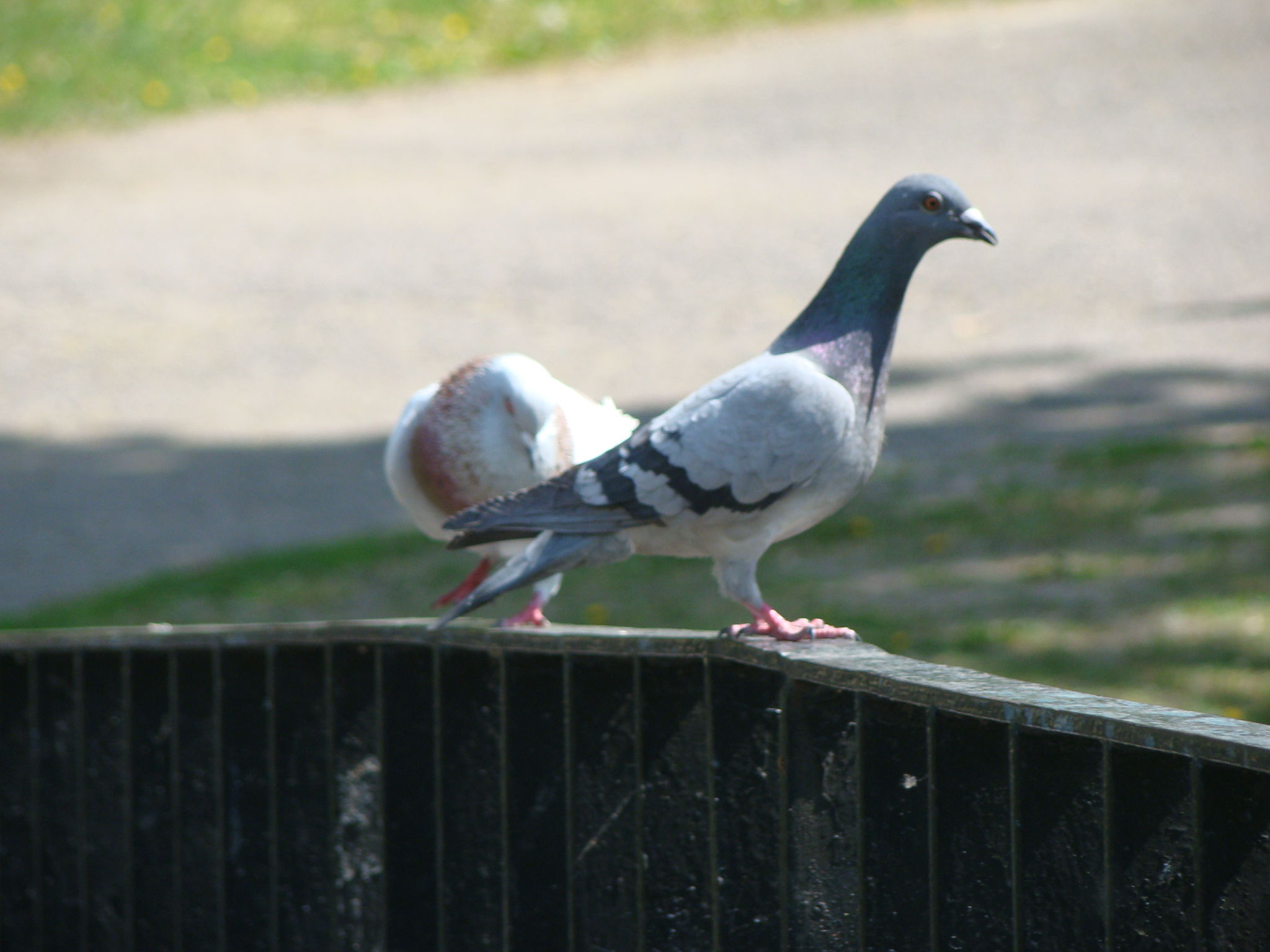
Gołębie na balustradzie mostu
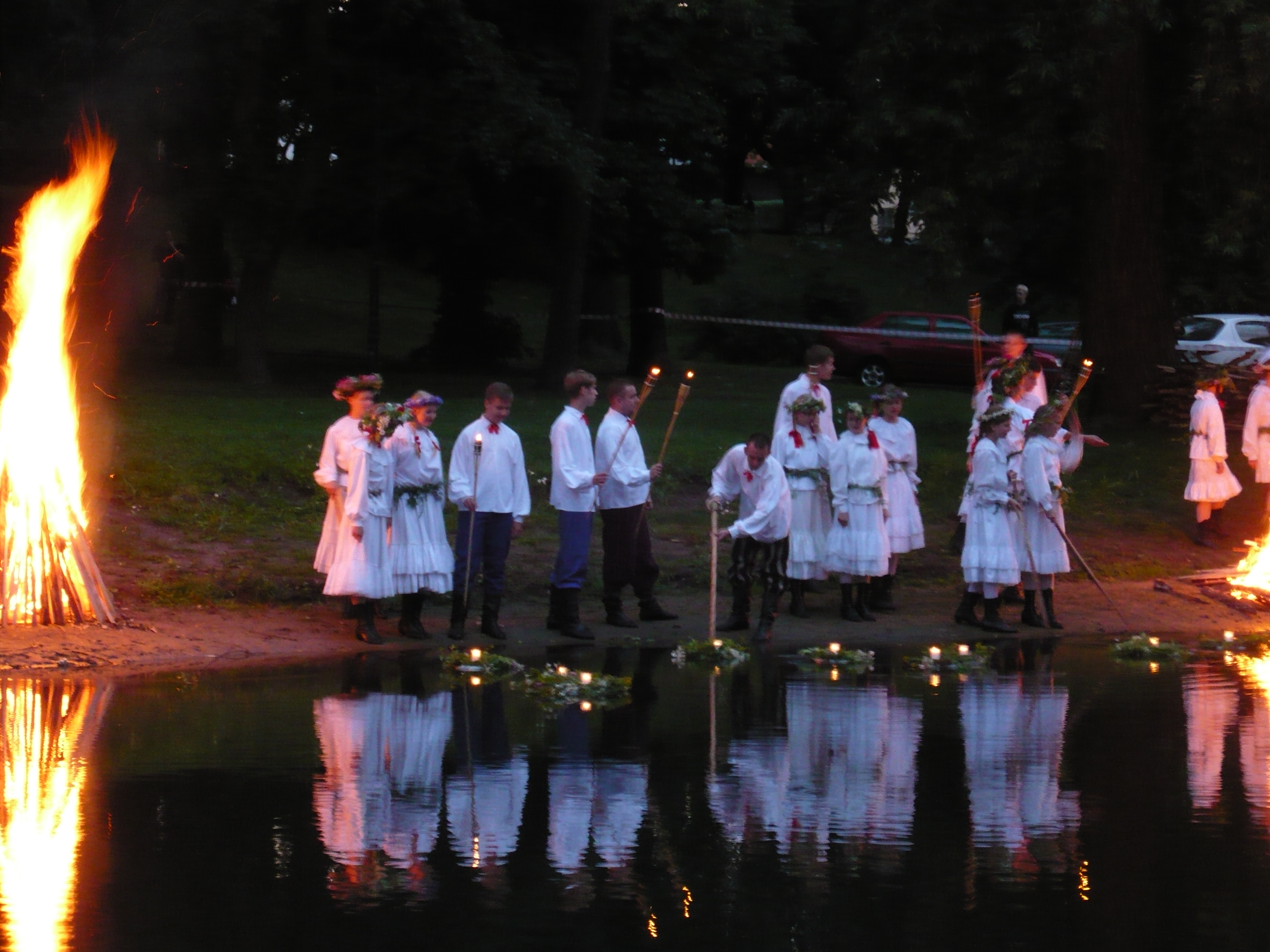
Event z okazji Nocy Świętojańskiej
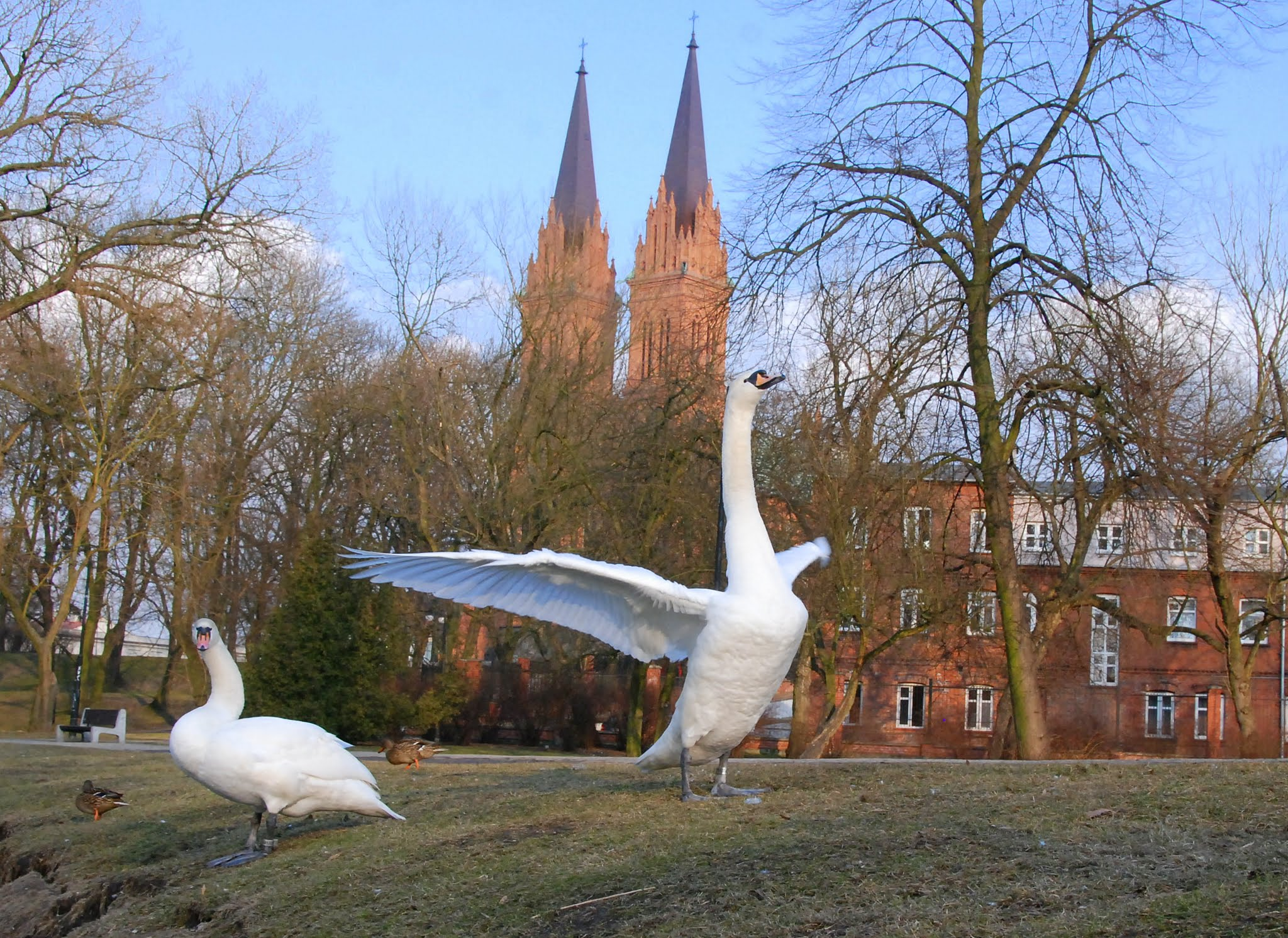
Łabędź rozpościera skrzydła, w tle Katedra
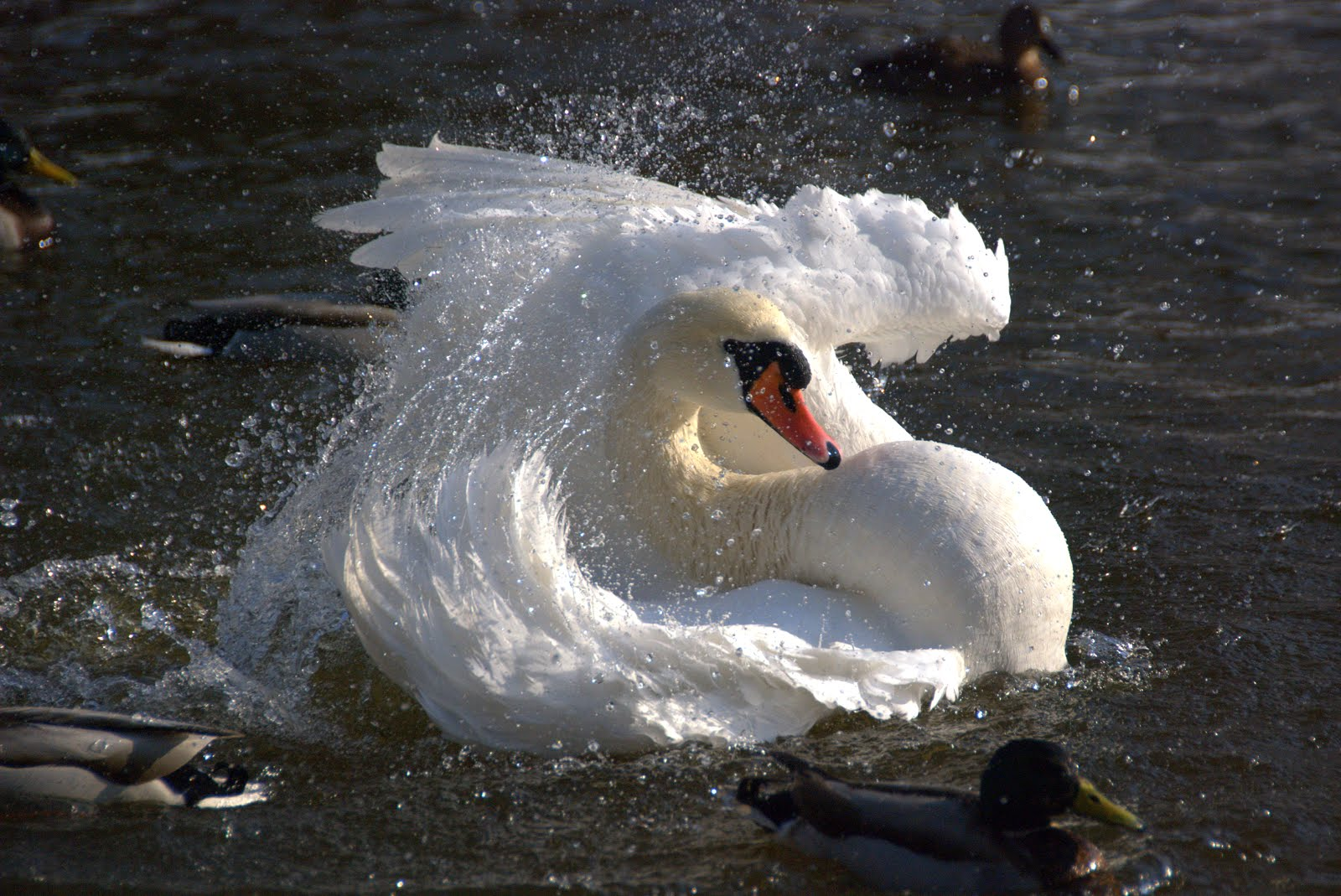
Łabędź na rzece Zgłowiączce
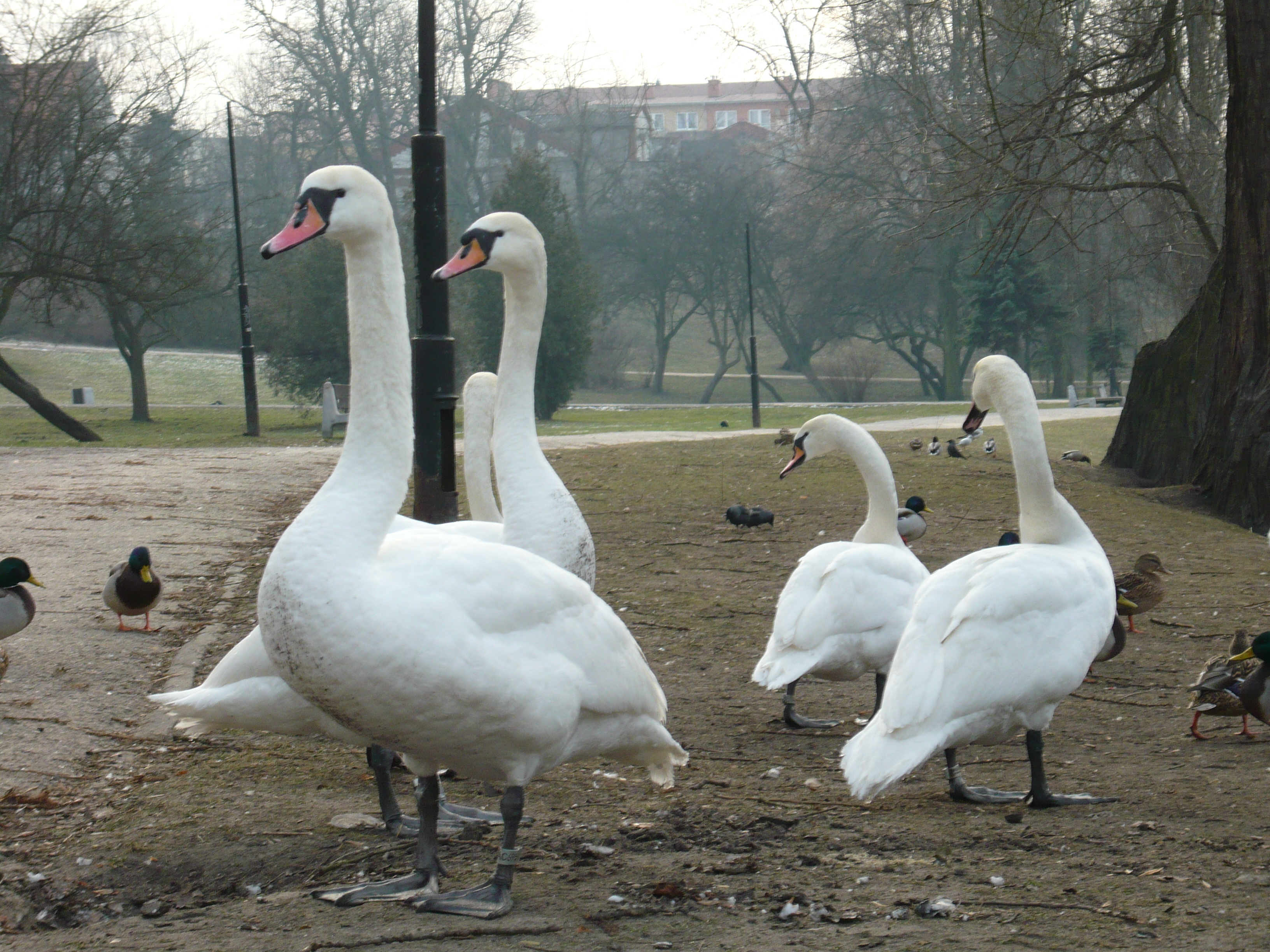
Kaczki i łabędzie
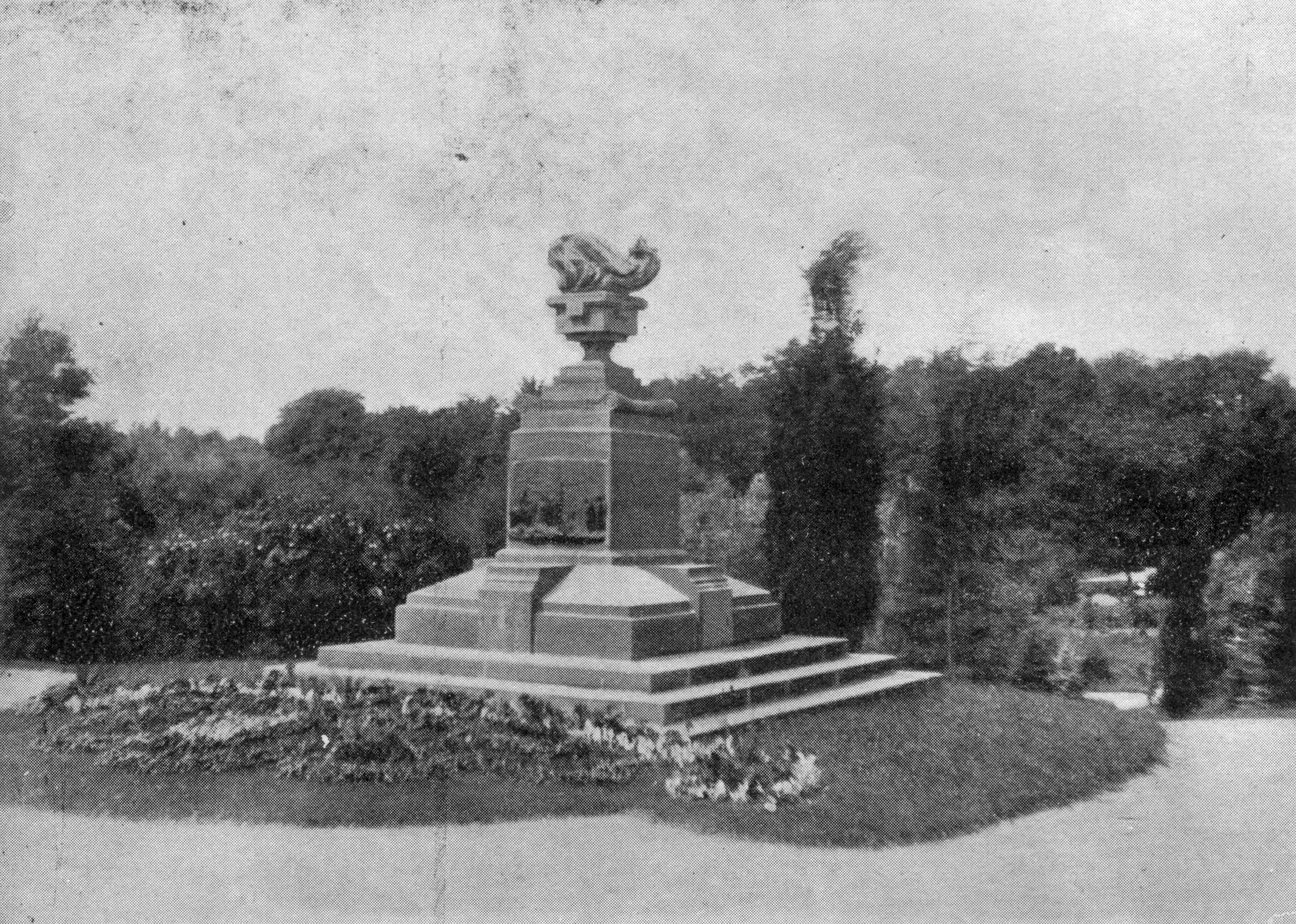
Pomnik pułkownika Stanisława Bechiego w okresie międzywojennym
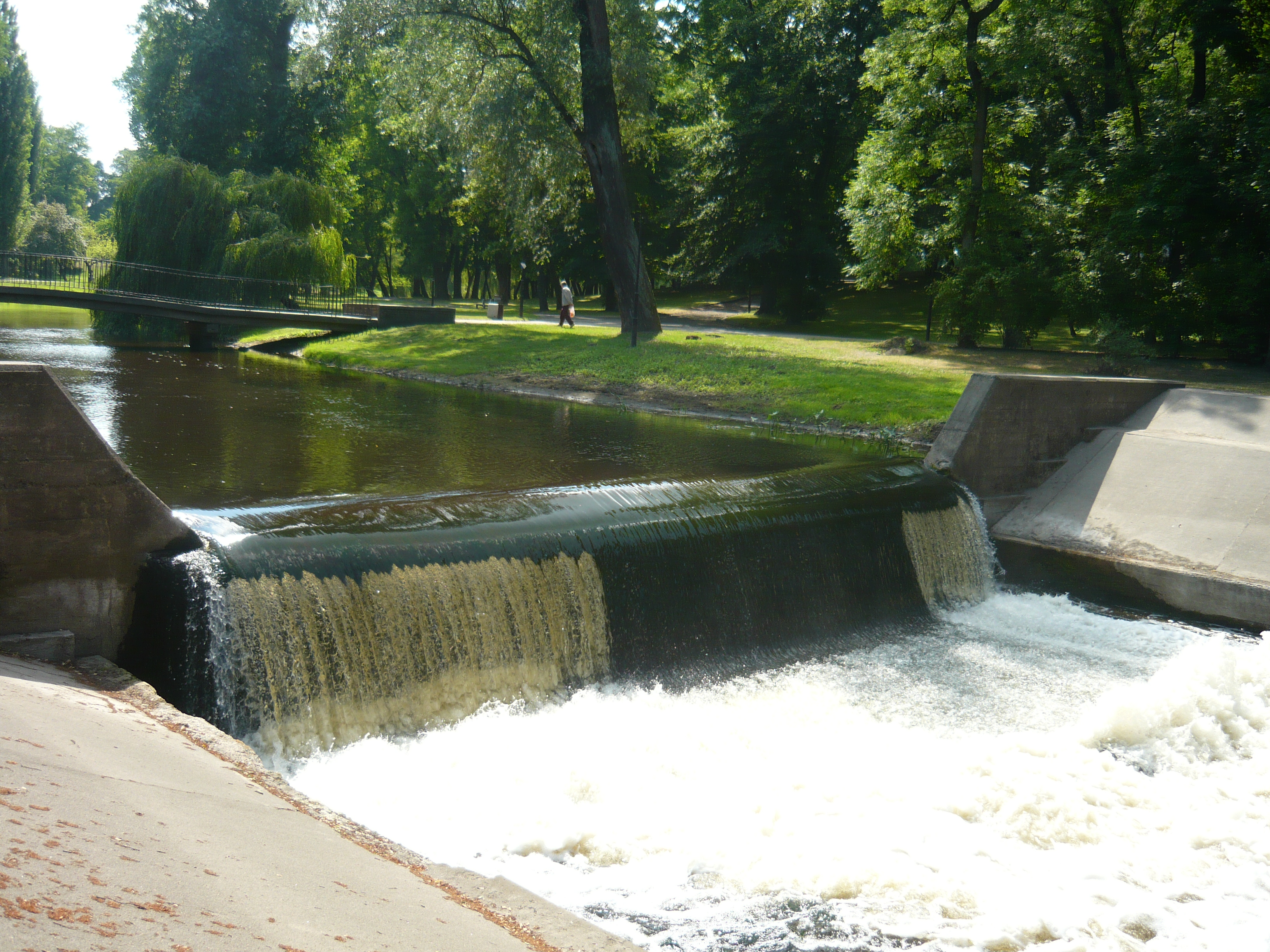
Wodospad na Zgłowiączke w parku miejskim
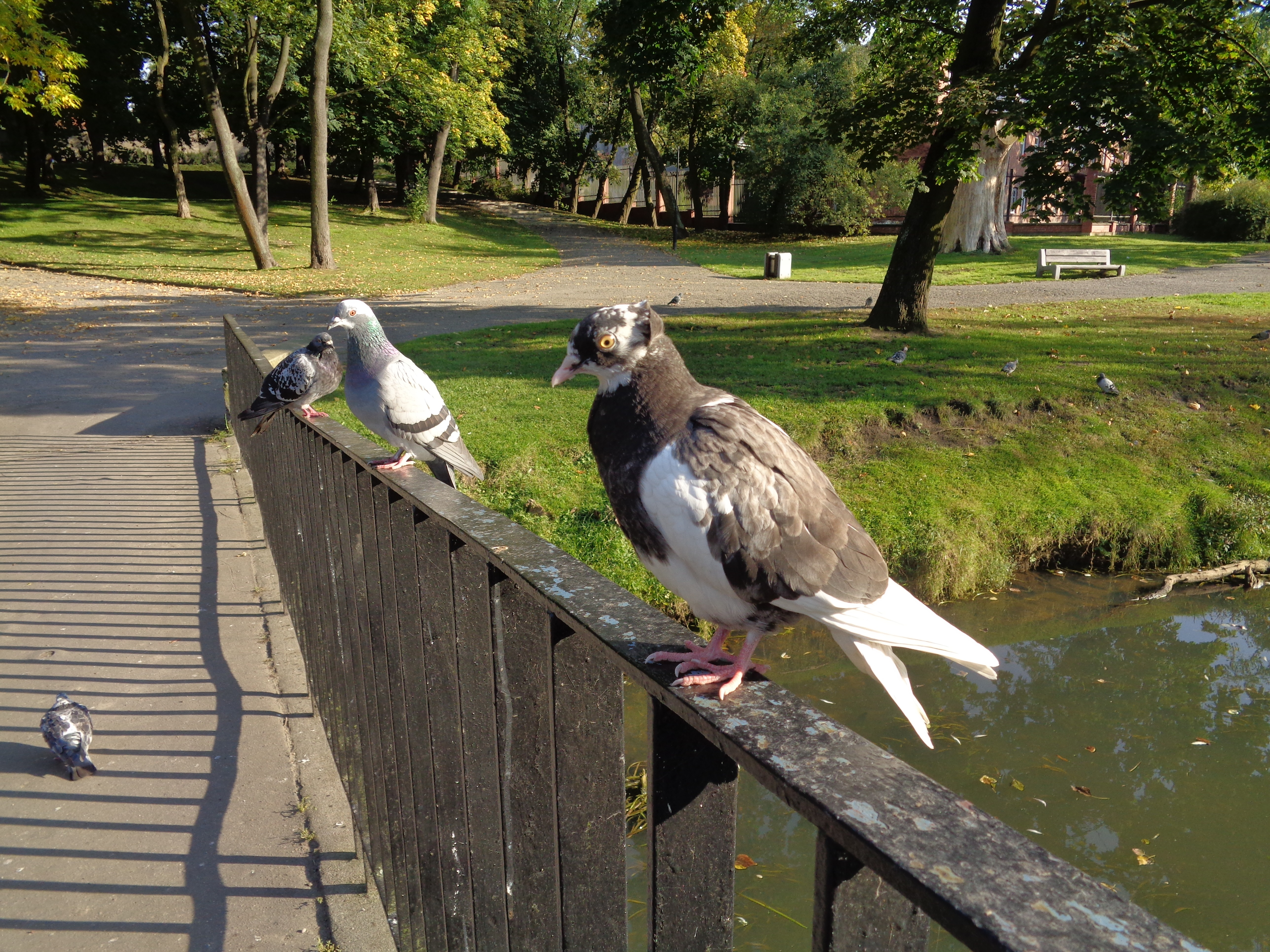
Gołębie na balustradzie mostu na Zgłowiączce
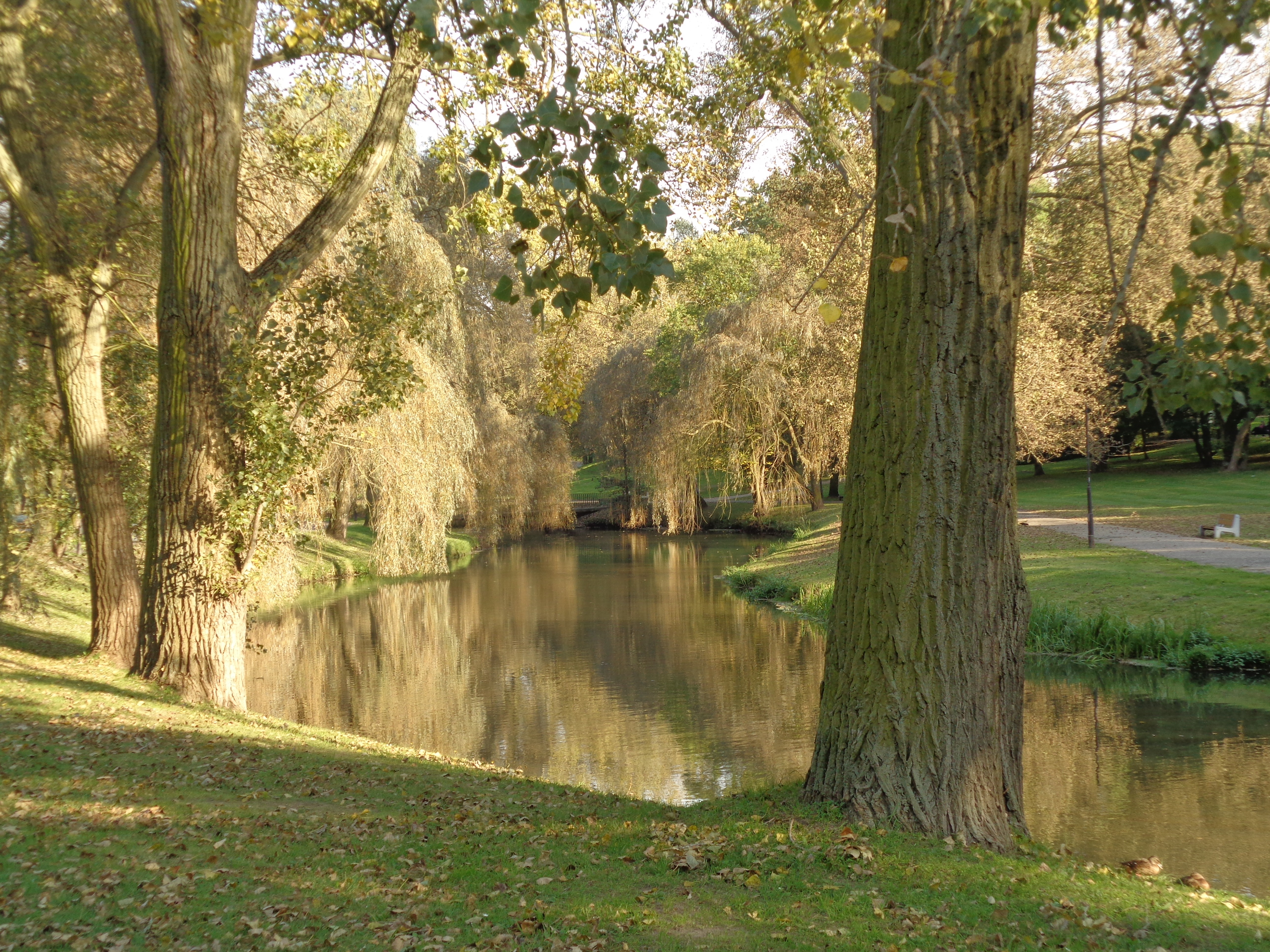
Zgłowiączka przepływająca przez park
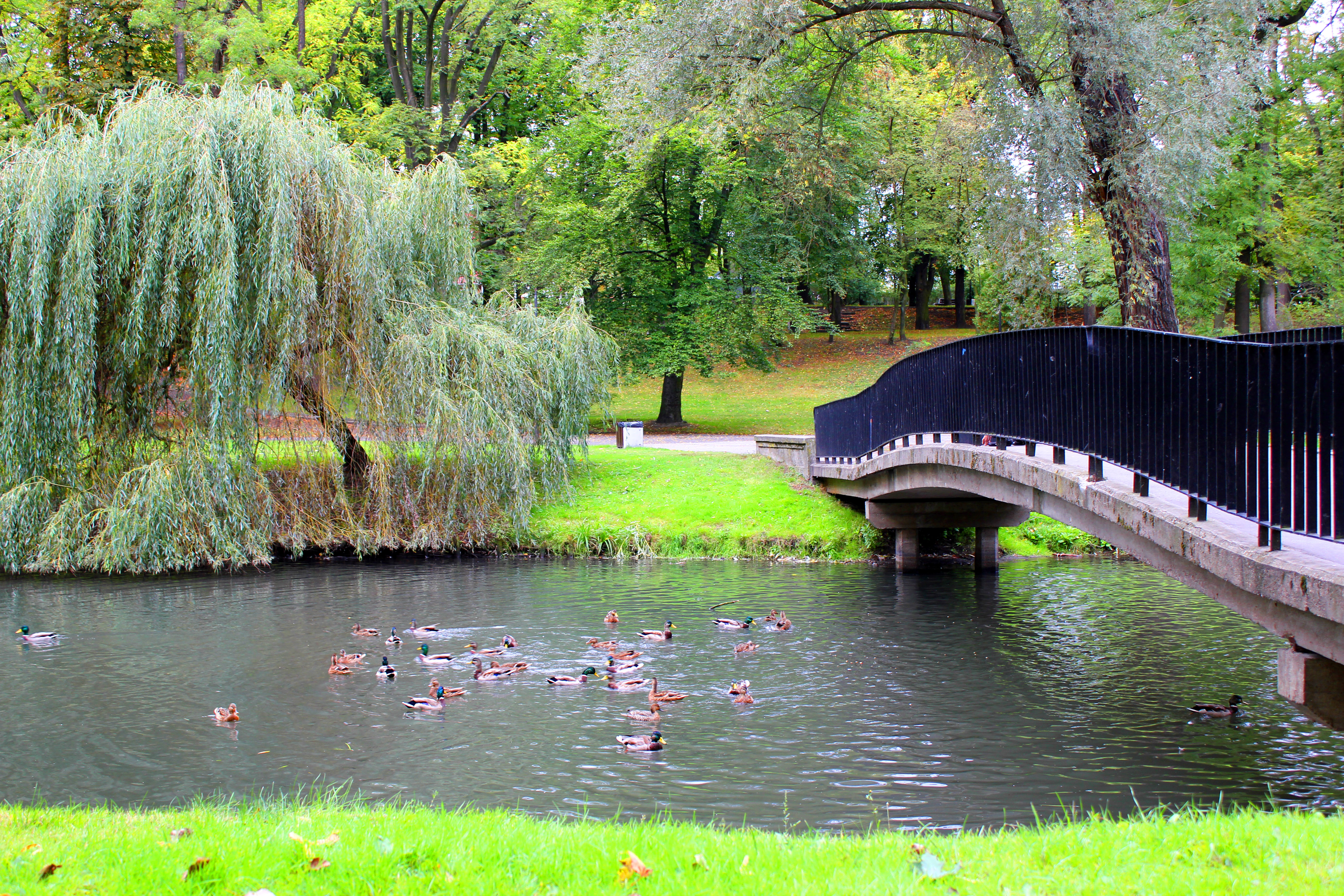
Park miejski im. H. Sienkiewicza we Włocławku